# 딘 애치슨
딘 구더햄 애치슨(Dean Gooderham Acheson, 1893년 4월 11일 ~ 1971년 10월 12일)은 미국의 민주당 정치인이자 변호사로 해리 S. 트루먼 행정부에서 제51대 국무 장관 (1949년 ~ 1953년)을 지내면서 냉전을 위한 미국의 외교 정책을 밝힌 중앙적인 역할을 하였다. 마친가지로 그는 후에 유럽 연합과 세계 무역 기구가 된 초기 조직들과 함께 무기대여법, 트루먼 독트린, 마셜 플랜, 북대서양 조약 기구, 국제 통화 기금과 세계은행을 포함한 많은 중요한 창설들의 창조에 중앙적인 역할을 하였다. 또한 그는 유엔에서 미국의 회원직을 지지하였고, 이것을 비준하는 것에 오벌 오피스와 미국 상원 사이에 트루먼의 연락이었다.
애치슨의 가장 논쟁적인 진술은 그가 한국을 미국의 방어선으로부터 제외한 1950년 1월 국가 언론 클럽 앞에서 아시아를 향한 미국의 정책에 애치슨 선언으로 알려진 그의 연설이었다. 많은 학자들은 엄연하게 트루먼 행정부의 정책을 대표하였어도 애치슨 선언이 만약 북한이 남한을 공격할 것이라면 미국이 중재하지 않을 것을 소련의 지도자 이오시프 스탈린이 결론을 내리는 데 이끌었다는 것이 확신되었다. 그런 소련이 지지한 남침이 그해 6월 25일에 일어나 한국 전쟁 (1950년 ~ 1953년)으로 이끌었다.
애치슨은 조지프 매카시 상원의 반공주의 조사들이 있던 동안 기소된 미국 국무부의 사원들의 현저한 방어자였으며 매카시 자신의 분노를 초래하게 하였다. 그는 매카시가 공산주의자로서 정치적 좌파에 있던 자를 본 느슨한 대포였다고 생각하였다. 애치슨은 베트남 전쟁의 유사 이전에 수단이었으며 후에 자신이 북베트남과 평화를 위하여 협상하는 데 린든 B. 존슨 대통령을 조언할 것이였어도 인도차이나에서 프랑스군에게 원조와 조언자들을 급파하는 데 트루먼을 설득하였다. 쿠바 미사일 위기가 있던 동안 존 F. 케네디 대통령은 충고를 위하여 애치슨을 요구하여 전략 고문단 행정 위원회로 그를 가져왔다. 그의 유산의 가치는 그의 동맹 구조에 놓여있다. 그는 냉전이 소련을 고립시키면서 승리할 것을 믿었고, 자유 세계는 자유와 민주주의의 그 방어에 연합되었다는 것을 보증하였다. 그는 강한 유럽이 더욱 나은 동맹자일 것을 알아 제2차 세계 대전 후에 유럽의 재건을 위한 그의 지지였다.

## 어린 시절과 경력
코네티컷주 미들타운에서 태어났다. 그의 부친 에디워드 캠피언 애치슨은 잉글랜드 출신의 잉글랜드 교회 성직자로 캐나다에서 몇년 후에 미국으로 이주하여 코네티컷주의 성공회 주교가 되었다. 그의 모친 엘리노어 거트루드 구더햄은 현저한 캐나다의 증류주 제조업자이자 구더햄 앤드 워츠 증류소의 창립자 윌리엄 구더햄 (1790년 ~ 1881년)의 손녀였다.
애치슨은 그로턴 스쿨과 예일 대학교 (1912년 ~ 1915년)에서 수학하여 스크롤 앤드 키 사회에 가입하였다. 1915년부터 1918년까지 하버드 로스쿨에서 그는 펠릭스 프랭크퍼터 교수의 부하였다. 당시 미국 대법원을 위하여 서기로 근무한 영리한 법학생들의 새로운 전통은 애치슨이 1919년부터 1921년까지 2개의 기간들을 위하여 서기로 근무했던 대법원의 재판관 루이스 브랜다이스에 의하여 시작되었다. 프랭크퍼터와 브랜다이스는 가까운 제휴자였으며 훗날의 대법관 프랭크퍼터는 브랜다이스가 애치슨을 맡길 것을 제안하였다.

## 경제 정책
평생의 민주당원인 애치슨은 워싱턴 D. C.의 로펌 코빙턴 앤드 벌링에서 일을 하였으며 1933년 프랭클린 D. 루스벨트 대통령이 자신을 재무 부장관으로 임명하기 전에 국제적으로 법적인 문제들과 가끔 다루었다. 애치슨은 경제 문제들에 보수적을 증명하였다. 그는 은행들의 예금 보험을 반대하였으며 예를 들어 그는 금의 가격을 변하게 하는 루스벨트의 계획에 사입하였으나 공개적으로 루스벨트를 공격하지 않았다.
1940년 루스벨트는 미국 국무부의 연장자 공무원으로서 애치슨을 정부로 도로 데려와 동맹국에 대항하는 미국에 의하여 수행된 경제적 전쟁의 거의를 개발하였다. 그는 일본의 석유 공급의 95 퍼센트를 깎은 미국/영국/네덜란드의 석유 봉쇄를 설계하였고, 1941년 일본과 위기를 확대하였다. 역사가들은 루스벨트가 완전히 봉쇄의 범위를 이해하고 찬성했는지에 토론을 하나 그것이 전쟁을 일으킬 수 있었다는 것을 애치슨이 알았다던 것에 의심이 없다. 1944년 애치슨은 국무부로부터 대표로서 브레튼우즈 회의에서 중앙적인 역할을 하였다. 이 회의에서 전쟁 이후의 국제 경제 기구가 설계되었다. 이 회의는 국제 통화 기금, 세계은행과 세계 무역 기구로 전개될 관세 무역 일반 협정의 출생지였다.

## 냉전 외교

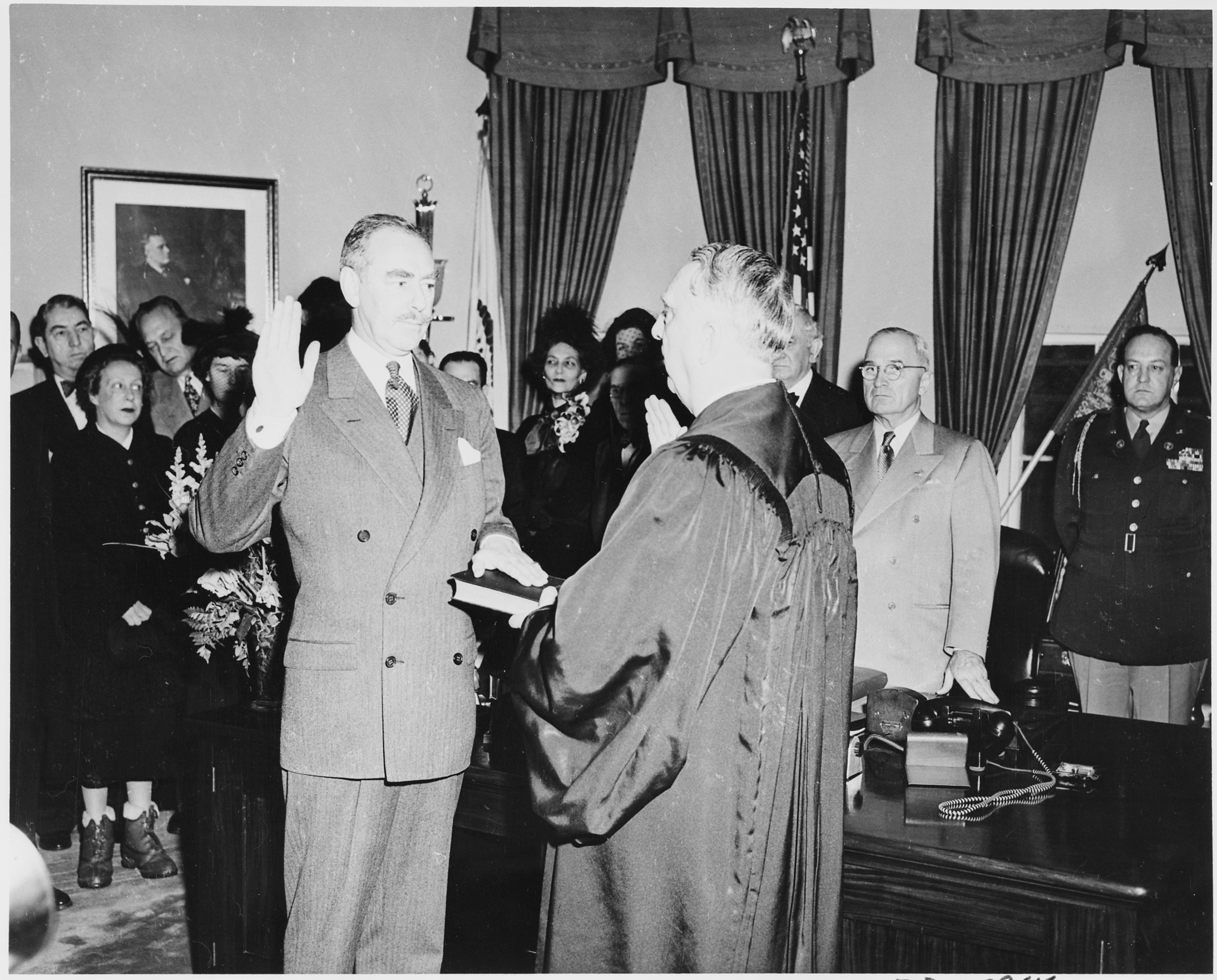
국무 장관으로 선서하는 애치슨 (1949년)

1945년 후순에 해리 S. 트루먼은 애치슨을 자신의 국무 부장관으로 골랐으며 그는 국무 장관들 에드워드 스테티니어스, 제임스 F. 번스와 조지 마셜 아래 일하는 이 직위를 유지하였다. 처음에 애치슨은 이오시프 스탈린을 향하여 회유적이었다. 그의 생각을 바꾼 것은 동구권과 동남아시아에서 지역 패권에 소련의 시도들이었다. 소련군들이 전통적인 외교 채널의 외부에서 일하고 있었던 것을 자신이 깨달았을 때 애치슨은 헌신적이고 영향력 있는 냉전 시대의 정치가가 되었다. 국무 장관은 종종 해외에 있었으며 애치슨을 직무 대행 장관으로 만들었다. 이 시기 동안 애치슨은 트루먼 대통령과 가까운 관계를 결합하였다. 애치슨은 정책을 안출하여 소련의 침략보다 전체주의의 위험을 강조한 연설로 그리스와 터키에 원조를 위하여 미국 의회에 트루먼의 1947년 청원서를 썼으며 트루먼 독트린으로 알려진 미국의 외교 정책에 기본적인 변화에 특정을 지었다. 애치슨은 마셜 플랜으로 알려진 유럽에 경제 원조 프로그램을 설계하였다. 그는 스탈린의 공산주의를 봉쇄하고 미래의 유럽의 투쟁을 방지하는 최고의 방향은 서유럽으로 경제적 번영을 복구하고, 거기서 국가간 협력을 복돋우고 미국의 무역 상대국들을 더욱 부유하게 만들면서 미국의 경제에 도움을 주는 것이었다고 믿었다.
1949년 애치슨은 제51대 국무 장관으로 임명되었다. 이 직위에서 그는 격리를 위한 작업 틀을 만들어 처음에 애치슨의 정책 계획부의 우두머리를 지낸 조니 케넌에 의하여 공식화되었다. 애치슨은 군사 동맹 NATO의 주요 설계자였으며 미국을 위하여 협정에 조인하였다. 북대서양 조약 기구의 형성은 아무 "얽힌 동맹"을 피하는 역사적인 미국의 외교 정책 목적들로부터 극적인 출발이었다.

## 일당의 공격들
중국 본토에서 있던 국공 내전에서 1949년 중국공산당의 승리를 방지하는 데 미국의 실패는 애치슨이 자신의 솔직한 회상록에서 "기초 요소들의 공격"으로 언급하는 시기로 애치슨의 재직 기간으로 결성된 반대의 몇년을 촉진시켰다. 자신이 완고한 반공주의자로서 자신의 역할을 유지하였어도 그는 공산당 정부들의 단순한 봉쇄보다 국내외적으로 공산주의를 공격하는 더욱 활동적인 역할을 취하지 않은 것으로 다양한 반공주의자들에 의하여 공격을 받았다. 그와 국방부 장관 조지 마셜은 둘다 조지프 매카시 같은 남성들로부터 공격을 받았으며 애치슨은 유화 정책과 함께 봉쇄를 동일시하는 데 노력한 어떤 미국인들에게 웃음거리가 되었다. 훗날에 대통령으로서 리처드 닉슨은 충고를 위하여 애치슨에 부탁하여 "비겁한 공산주의 봉쇄의 애치슨의 협회"에 관하여 불만을 털어놓았다. 이 비판은 후자가 공산당 간첩으로 기소되어 유죄 판결을 받았을 때 애치슨이
앨저 히스에 등을 돌리는" 데 거절한 후 매우 커졌다.
1950년 12월 15일 미국 하원에서 공화당원들은 그가 직무로부터 제거될 것을 만장 일치로 소용이 없다고 해결하였다.

## 사생활로 복귀

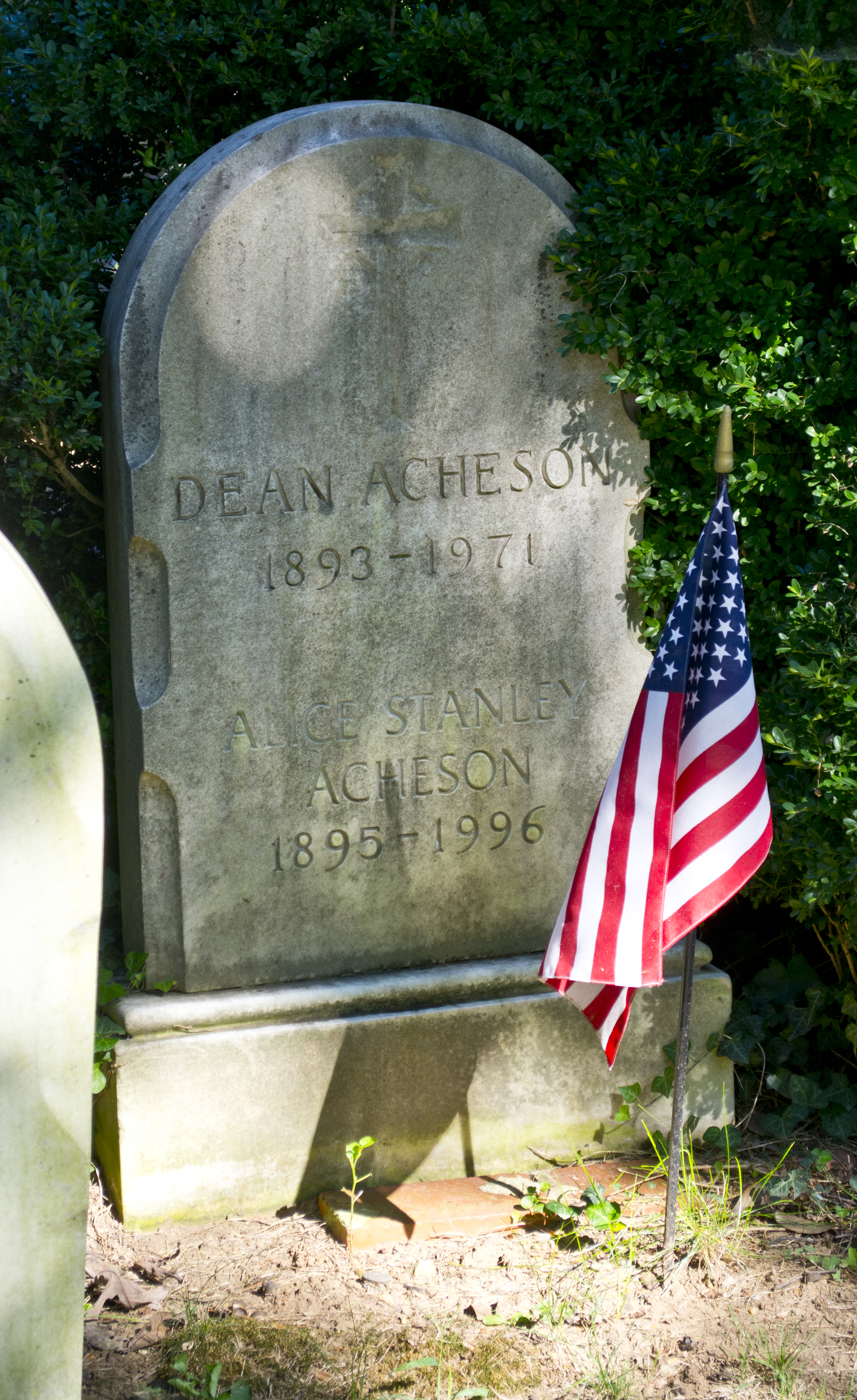
오크힐 묘지에 있는 애치슨의 묘비

1952년 미국 대통령 선거 운동이 있던 후, 애치슨은 자신의 개인적 법률 실행으로 복귀하였다. 자신의 공식적인 정부 경력이 끝났어도 그의 영향력은 끝나지 않았다. 애치슨은 드와이트 아이젠하워의 세월 동안 민주당 정책 단체들의 우두머리를 맡았다. 존 F. 케네디 대통령의 유연한 대응 정책들의 거의는 이 단체에 의하여 작성된 직위 문서들로부터 왔다.
애치슨의 법률 사무소들은 전략적으로 백악관으로부터 몇 블록 떨어져 위치하였으며 그는 사무소 외부에서 거의 성취를 거두었다. 그는 케네디와 존슨 행정부에 비공식적인 조언자가 되었다. 쿠바 미사일 위기가 일어난 동안 예를 들어 그는 샤를 드 골에게 간단히 알리는 데 케네디에 의하여 프랑스로 급파되었으며 그가 심각하게 택하였떤 역할로 미국의 봉쇄를 위한 그의 지지를 얻었다.
1960년대 동안 그는 시초적으로 베트남 전쟁을 지지하였으나 그러고나서 1968년 3월 린든 B. 존슨 대통령과 비판적인 회의에서 그것에 반대한 "더 와이즈 멘" (The Wise Men)으로 알려진 설립 원로들의 2 당파 단체의 지도적인 일원이었다. 그는 자신의 옛 적대자 닉슨과 화해하였고, 닉슨 대통령에게 중요한 조언자였다.
1964년 그는 대통령 자유 훈장을 받았다. 1970년 그는 국무부에서 자신의 재직 기간에 관한 그의 회상록 〈창조에 오늘날 : 국무부에서 나의 세월〉로 퓰리처상의 역사상을 수상하였다.
1971년 10월 12일 애치슨은 메릴랜드주 샌디스프링에 있는 자신의 농장집에서 78세의 나이에 엄청난 뇌졸중으로 사망하였다. 그는 아들 데이비드 캠피언 애치슨과 딸 메리 번디에 의하여 생존되었다.

## 저서
- 〈권력과 외교술〉(1958년)

- 〈아침과 정오〉(1965년)

- 〈창조에 오늘날 : 국무부에서 나의 세월〉(1969년)

- 〈한국 전쟁〉(1971년)

## 같이 보기
- 애치슨 선언